# Fidenzio
Fidenzio  è un nome proprio di persona italiano maschile.

## Varianti
- Maschili: Fidenzo[2]
- Femminili: Fidenzia[2], Fidenza[2]

### Varianti in altre lingue
- Catalano: Fidenci[3]
- Latino: Fidentius[1]
- Spagnolo: Fidencio[3]

## Origine e diffusione
Deriva dal nome latino Fidentius, basato su fidentia ("sicurezza", "confidenza", "risoluzione") o su fidens ("fidente", "fiducioso"); il significato può quindi essere interpretato come "fiducioso [in Dio]".

## Onomastico
L'onomastico si può festeggiare il 27 settembre in memoria di san Fidenzio, martire a Todi con san Terenzio, oppure il 16 novembre in memoria di san Fidenzio di Padova, terzo vescovo di Padova e martire sotto Marco Aurelio.

## Persone
- Fidenzio di Padova, vescovo di Padova

### Variante Fidencio
- Fidencio Oviedo, calciatore paraguaiano